# Минатти, Иван
Иван Минатти (словен. Ivan Minatti; 22 марта 1924, Словенске-Конице — 9 июня 2012, Словения) — словенский поэт, переводчик и редактор. Он начал писать стихи ещё до Второй мировой войны, но в основном принадлежит к первому послевоенному поколению словенских поэтов. Он один из лучших представителей словенского интимизма.

## Жизнь
Минатти родился в 1924 году в Словенске-Конице на северо-востоке Словении. Когда он был ещё ребенком, его семья переехала сначала в Словень-Градец, а затем в Любляну. Он посещал гимназию в Любляне, закончив её в 1943 году, а затем поступил на медицинский факультет, но отложил своё образование, чтобы присоединиться к партизанам в 1944 году. После войны он изучал славистику на факультете искусств Люблянского университета и окончил его в 1952 году. Он работал редактором в издательстве «Младинская книга» с 1947 года до выхода на пенсию в 1984 году. В 1991 году он стал постоянным членом Словенской академии наук и искусств. Он умер в возрасте 88 лет и был похоронен на Жале в Любляне.

## Работа
Стихи Минатти, написанные под влиянием ужасов войны, лиричны и посвящены смирению и меланхолии современности. По словам поэта Бориса А. Новака, его творчество ознаменовало радикальный разрыв с коллективистской послевоенной поэзией и началом личной поэзии, что сделало Минатти одним из выдающихся словенских поэтов 20-го века. Поэт и переводчик Вено Тауфер охарактеризовал его как стойкого и в то же время мягкого сердца и объяснил его успех выражением человеческих и социальных проблем в послевоенной коммунистической Словении. Минатти известен своими ссылками на природу. По словам поэта Цирила Злобца, он использовал природу как источник глубоких символов и метафор для человека и его жизни.

## Награды
Минатти получил премию имени Франце Прешерна в 1964 году за свой сборник стихов «Ты должен кого-то любить» (словен. Nekoga moraš imeti rad). В 1972 году он получил премию «Совре», присуждаемую за лучшие переводы на словенский язык, за переводы лирических стихов македонского поэта Кочо Рацина и боснийского поэта Изета Сарайлича. В 1985 году он получил премию Прешерена за сборник стихов «Я слушаю тишину внутри себя» (словен. Prisluškujem tišini v sebi).

## Сборники стихов
- Вне тропы (S poti, 1947)
- И придет весна (Pa bo pomlad prišla, 1955)
- Ты должен кого-то любить (Nekoga moraš imeti rad, 1963)
- Ветер поет (Veter poje, 1963)
- Боль неопытных (Bolečina nedoživetega, 1964)
- Стихи (Pesmi, 1971)
- Лицо (Obraz, 1972)
- Когда я молчу и хорош (Ko bom tih in dober, 1973)
- Стихи (Pesmi, 1977) - с Янесом Менартом[англ.] и Лойзе Кракаром[англ.]
- Я подслушиваю тишину внутри меня (Prisluškujem tišini v sebi, 1984)
- За закрытыми веками: избранные стихи (Pod zaprtimi vekami, izbrane pesmi, 1999)
- Минатти - Избранная лирическая поэзия (Minatti – izbrana lirika, 2004)